# 839
839 (DCCCXXXIX) var ett normalår som började en onsdag i den julianska kalendern.

## Händelser

### Februari
- 4 februari – Vid Egberts död efterträds han som kung av Wessex och England av sin son Æthelwulf (denna dag eller i juli samma år).

### Okänt datum
- I krönikan Annales Bertiniani omnämns för första gången ruser som svear.
- Bysantinska kejsaren Theofilos (829–842) värvar de första väringarna, påbörjade det samspel mellan vikingar och Bysantinska riket som slutligen ledde till grundandet av väringagardet 149 år senare.

## Födda
- Karl den tjocke, kung av Schwaben, Alemannien och Raetien 876–882 samt av Italien 879–882, romersk kejsare 881–888, kung av Östfrankiska riket 882–887 och av Västfrankiska riket 884–888 (född omkring detta år)

## Avlidna
- 4 februari – Egbert, kung av Wessex sedan 802 och av England sedan 829